# ایزابلا یاگیلون
ایزابلا یاگیلون (مجاری: Izabella királyné; لهستانی: Izabela Jagiellonka؛ ۱۸ ژانویه ۱۵۱۹ – ۱۵ سپتامبر ۱۵۵۹) ملکه همسر مجارستان بود. او بزرگ‌ترین فرزند سیگیسموند یکم پیر، فهرست فرمانروایان لهستان و همسر ایتالیایی‌اش بونا اسفورزا بود.
در سال ۱۵۳۹، او با یانوش یکم، وویوود ترانسیلوانیا و پادشاه مجارستان ازدواج کرد. در آن زمان، مجارستان میان فردیناند یکم، امپراتور مقدس روم که قصد داشت آن را به قلمروهای دودمان هابسبورگ بیفزاید (نگاه کنید به پادشاهی مجارستان (۱۵۲۶-۱۸۶۷))، اشراف محلی که می‌خواستند مجارستان مستقل بماند (نگاه کنید به پادشاهی مجارستان شرقی)، و سلطان سلیمان یکم که آن را به عنوان یک دولت دست‌نشانده امپراتوری عثمانی می‌دید (نگاه کنید به جنگ کوچک در مجارستان)، مورد مناقشه بود. اگرچه ازدواج ایزابلا تنها یک سال و نیم دوام داشت، اما منجر به تولد یک وارث پسر شد – یانوش دوم که تنها دو هفته پیش از مرگ پدرش در ژوئیه ۱۵۴۰ به دنیا آمد.
او بقیه عمر خود را درگیر منازعات جانشینی به نفع پسرش گذراند. مرگ همسرش موجب ازسرگیری درگیری‌ها شد، اما سلطان سلیمان او را به عنوان نایب‌السلطنه پادشاهی مجارستان شرقی به نمایندگی از پسر خردسالش منصوب کرد. این منطقه به عنوان یک دولت حائل نیمه‌مستقل با شهرت آزادی ادیان توسعه یافت.
با این حال، فردیناند هرگز از ادعای خود برای اتحاد مجارستان دست نکشید و با اسقف جرج مارتینوتزی توطئه کرد که ایزابلا را مجبور به کناره‌گیری در سال ۱۵۵۱ کرد. او به لهستان بازگشت تا با خانواده‌اش زندگی کند. سلطان سلیمان در واکنش تهدید به حمله به مجارستان در سال‌های ۱۵۵۵–۱۵۵۶ کرد و اشراف مجبور شدند ایزابلا را به ترانسیلوانیا دعوت کنند. او در اکتبر ۱۵۵۶ بازگشت و تا زمان مرگش در سپتامبر ۱۵۵۹ به عنوان نایب‌السلطنه پسرش حکومت کرد.

## زندگی‌نامه

### اوایل زندگی و برنامه‌های ازدواج
ایزابلا در کراکوف در ۱۸ ژانویه ۱۵۱۹ متولد شد. او بزرگ‌ترین فرزند شاه سیگیسموند یکم پیر و همسر ایتالیایی‌اش بونا اسفورزا بود. او بیشتر دوران کودکی خود را در قلعه واول در کراکوف و قلعه شکار در نیپلومیتز گذراند. همچنین بین سال‌های ۱۵۲۷–۱۵۲۹ و ۱۵۳۳–۱۵۳۶ در دوک‌نشین بزرگ لیتوانی زندگی کرد. در جریان این اقامت، سه خواهر کوچکترش در کراکوف باقی ماندند. این دوره، پیش‌درآمدی بر روابط خانوادگی آینده بود: بونا اسفورزا دختر بزرگ‌ترش را مورد توجه قرار داد و ازدواج او را زودتر ترتیب داد، در حالی که سه دختر دیگر مورد غفلت واقع شدند و دیرتر ازدواج کردند. ایزابلا آموزش خوبی دریافت کرد و از جمله از انسان‌گرای یوهانس هونتر بهره برد و قادر بود به چهار زبان لهستانی، لاتین، آلمانی و ایتالیایی (زبان مادری مادرش) صحبت و مکاتبه کند.
در مارس ۱۵۱۹، هنگامی که ایزابلا تنها دو ماه داشت، فرستادگان فرانسوی پیشنهاد ازدواج او را با پسر آینده فرانسوای یکم در ازای حمایت سیگیسموند در انتخابات پیش روی امپراتور مقدس روم مطرح کردند. سیگیسموند از کارل پنجم حمایت کرد، اما بونا همچنان به دنبال ازدواج فرانسوی برای ایزابلا بود. او امیدوار بود که پادشاه فرانسه پسر خود و ایزابلا را در دوک‌نشین میلان که بونا آن را میراث خود می‌دانست، منصوب کند. در ۱۵۲۴، هیرونیموس واسکی یک اتحاد ضد عثمانی را با فرانسه مذاکره کرد که از جمله مفاد آن، ازدواج ایزابلا و هانری دوم، پسر دوم فرانسوای یکم بود. اما این اتحاد پس از اسارت فرانسوا در نبرد پاویا شکست خورد.

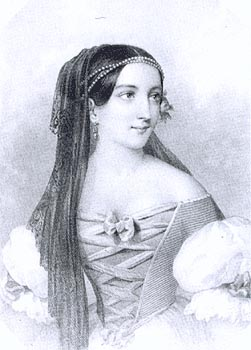
پرتره‌ای از ایزابلا در قرن نوزدهم

بونا سپس به دنبال ازدواجی در ایتالیا رفت. ایزابلا ناپل، مادربزرگ ایزابلا، فرستادگانی به لهستان فرستاد تا پیشنهاد ازدواج او را با فرانچسکو دوم اسفورزا، دوک جدید میلان، مطرح کنند. با این حال، سیگیسموند این پیشنهاد را رد کرد، زیرا دوک‌نشین مورد مناقشه بود و تسلط فرانچسکو بر آن ضعیف به نظر می‌رسید. بونا سپس فدریکو دوم گنزاگا، دوک منتووا را پیشنهاد کرد، اما او مارگارت پاله‌اوگا را ترجیح داد، زیرا او مارک مونتفرات را به عنوان میراث خود به همراه داشت. سیگیسموند خواهان ازدواج با دودمان هابسبورگ بود. در سال ۱۵۳۰، او آرشیدوک ماکسیمیلیان دوم، امپراتور مقدس روم، پسر ارشد فردیناند یکم، امپراتور مقدس روم را پیشنهاد کرد، اما هابسبورگ‌ها این پیشنهاد را رد کردند، زیرا ایزابلا هشت سال از داماد مورد نظر بزرگ‌تر بود. هنگامی که هابسبورگ‌ها می‌خواستند از ازدواج ایزابلا و یانوش یکم جلوگیری کنند، آن‌ها لودوویکو، پسر ارشد شارل سوم، دوک ساوی را پیشنهاد کردند، اما او در سال ۱۵۳۶ درگذشت.
حدود سال ۱۵۳۱، طرحی برای ازدواج ایزابلا با یانوش یکم، پادشاه مجارستان شکل گرفت. زمانی که لایوش دوم در نبرد موهاچ در سال ۱۵۲۶ کشته شد، مجارستان میان پادشاهی مجارستان (۱۵۲۶-۱۸۶۷) طرفدار هابسبورگ و پادشاهی مجارستان شرقی طرفدار زاپویا تقسیم شد. این دو جناح درگیر جنگ کوچک در مجارستان بودند. زاپویا تنها از طریق حمایت و تبدیل شدن به دست‌نشانده امپراتوری عثمانی توانسته بود ادعای خود را حفظ کند. بونا اسفورزا، که مخالف سرسخت هابسبورگ‌ها بود، از زاپویا حمایت می‌کرد و تلاش داشت همسرش سیگیسموند را متقاعد کند تا حمایت نظامی و همچنین ازدواج ایزابلا را فراهم کند. سیگیسموند که همسر نخستش باربارا زاپویا، خواهر زاپویا بود، مخالفت کرد، زیرا نمی‌خواست هابسبورگ‌ها را ناراحت کند و همچنین به توانایی زاپویا در حفظ تاج و تختش شک داشت. در نهایت، سیگیسموند تحت این شرط که معاهده‌ای صلح‌آمیز میان زاپویا و هابسبورگ‌ها امضا شود، موافقت کرد. معاهده ناجی‌واراد در فوریه ۱۵۳۸ تا حدی به دلیل این شرط سیگیسموند امضا شد. بر اساس این معاهده، فردیناند و زاپویا توافق کردند که مجارستان را بین خود تقسیم کنند و پس از مرگ زاپویا، فردیناند سرزمین‌های او را به ارث ببرد، زیرا در آن زمان زاپویا فرزندی نداشت.

### ملکه مجارستان

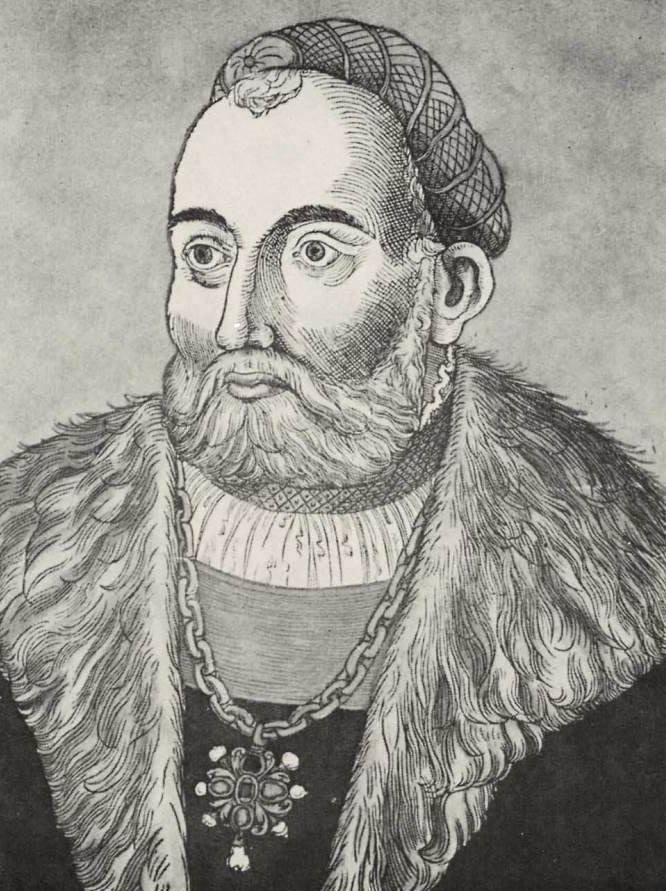
پرتره یانوش یکم

در آوریل ۱۵۳۸، تنها دو ماه پس از معاهده ناجی‌واراد، اسقف استپان بروداریچ به کراکوف آمد تا دربارهٔ زمان‌بندی و شرایط ازدواج ایزابلا و یانوش یکم مذاکره کند. نجیب‌زادگان لهستانی این ازدواج را نامناسب و غیرسودمند می‌دانستند، اما ازدواج انجام شد. در ۱۵ ژانویه ۱۵۳۹، پانصد شوالیه مجارستانی وارد کراکوف شدند. نامزدی رسمی در ۲۶ ژانویه انجام شد. تاریخ دقیق ازدواج پر پروکورا مشخص نیست، اما احتمالاً بین ۲۸ ژانویه و ۲ فوریه بوده است. پس از مراسم، ایزابلا به سوی مجارستان حرکت کرد. جهیزیه او شامل ۳۲٬۰۰۰ دوکات نقد و املاکی به ارزش ۶٬۰۰۰ دوکات دیگر بود. او از طریق بودا (بوداپست) به سکش‌فهروار رسید، جایی که برای نخستین بار در ۲۲ فوریه با جان زاپویا ملاقات کرد. او شهرهای Solymos، لیپوه، آراد، دوا (رومانی), Csicsó، توکای، بخش‌هایی از دبرتسن و قلعه‌های رگتس را به او بخشید. روز بعد، مراسم ازدواج برگزار شد و ایزابلا به عنوان ملکه مجارستان تاج‌گذاری کرد. جشن ازدواج یک هفته در بودا ادامه یافت.
زندگی مشترک کوتاه و ناخوشایند بود. ایزابلا ۲۰ ساله باید با همسری ۵۲ ساله که از نقرس و بیماری‌های متعدد رنج می‌برد، کنار می‌آمد. در بهار ۱۵۴۰، زاپویا برای سرکوب شورشی در ترانسیلوانی که توسط Stephen Majláth رهبری می‌شد، به سفر رفت. ایزابلا در بودا ماند، زیرا باردار بود. پسر آن‌ها، یانوش دوم، در ۷ ژوئیه ۱۵۴۰ متولد شد. زاپویا موفق شد شورشیان را سرکوب کند، اما در ۲۲ ژوئیه بر اثر خونریزی درون‌جمجمه‌ای درگذشت.

### نایب‌السلطنتی

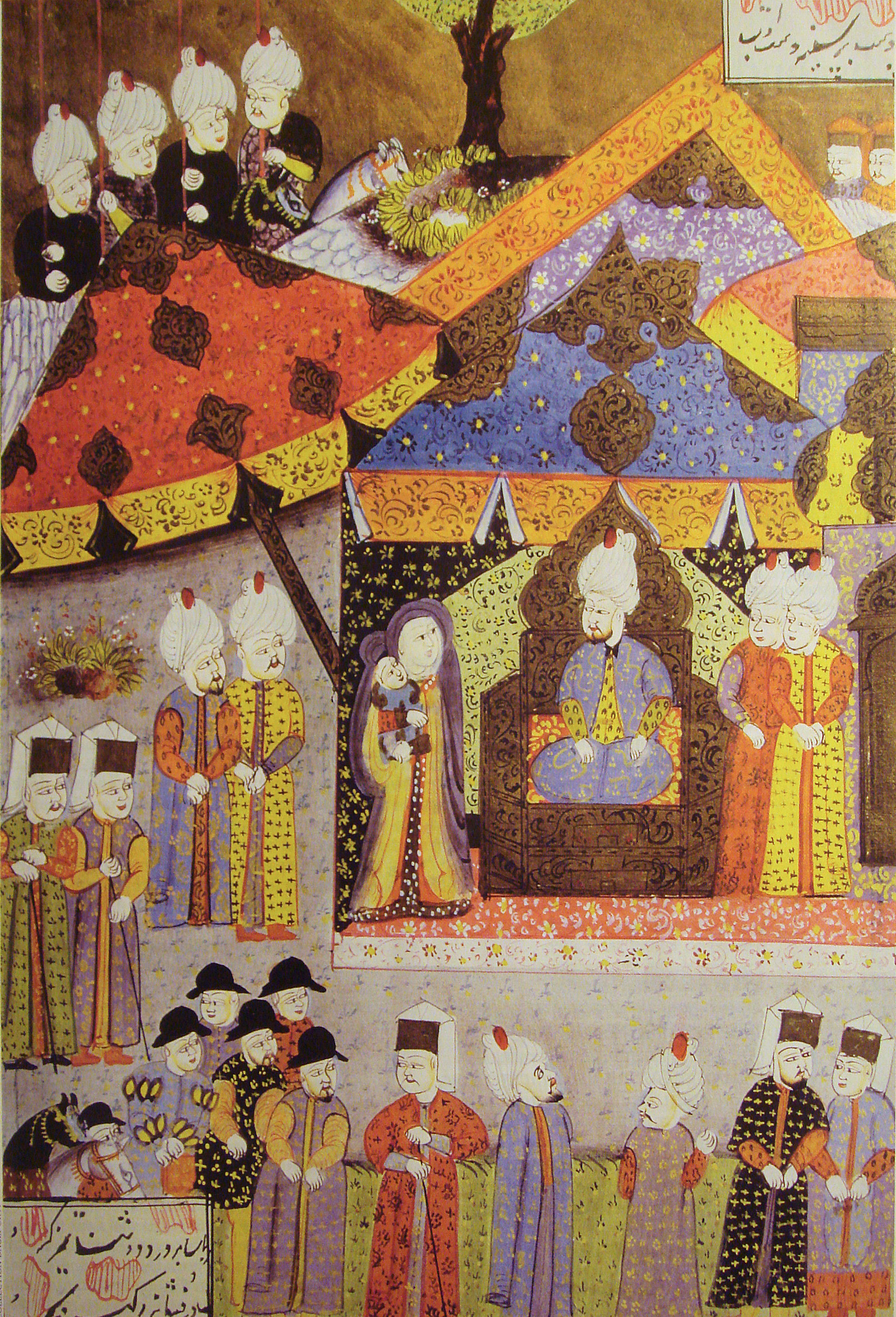
سلیمان یکم در سال ۱۵۴۱ از ایزابلا و پسر خردسالش جان زیگیسموند استقبال می‌کند

بر اساس معاهده ناجی‌واراد، پس از مرگ جان زاپویا، فردیناند یکم، امپراتور مقدس روم می‌بایست جانشین او می‌شد، اما نجیب‌زادگان مجار، به‌ویژه اسقف جرج مارتینوتزی، از اجرای این معاهده سر باز زدند و در سپتامبر ۱۵۴۰، جان زیگیسموند نوزاد را به عنوان پادشاه مجارستان انتخاب کردند و ایزابلا را به عنوان نایب‌السلطنه او برگزیدند. فردیناند به مجارستان حمله کرد و بودا را، جایی که ایزابلا و پسرش پناه گرفته بودند، محاصره کرد. شهر در برابر نخستین محاصره در نوامبر ۱۵۴۰ مقاومت کرد و محاصره بودا (۱۵۴۱) در مه ۱۵۴۱ نیز با مداخله سلیمان یکم، سلطان امپراتوری عثمانی، پایان یافت. او از پدرش، سیگیسموند یکم پیر، کمکی دریافت نکرد. سلیمان که به دنبال یک مجارستان چندپاره بود، تنها راه محافظت از آن در برابر هابسبورگ‌ها را مداخله مستقیم دانست؛ بنابراین، او مجارستان عثمانی را تأسیس کرد و تنها ترانسیلوانی و مناطق شرقی رود تیسا (معروف به تمشکوز) را به جان زیگیسموند و ایزابلا واگذار کرد. این انتصابات توسط مجلس ترانسیلوانی پذیرفته شد که وضعیت خود را به عنوان یک دست‌نشاندگی امپراتوری عثمانی تأیید کرد.
در سپتامبر ۱۵۴۱، ایزابلای مجارستان بودا را ترک کرد و در لیپا، سپس در دیال و آلبا ایولیا اقامت گزید. او از وضعیت ویران قلمروهای جدید خود و مشکلات مالی شکایت داشت. ایزابلا جوان بود، به زیبایی شهرت داشت، و به دلیل سلیقه‌های گران‌بهایش سرزنش می‌شد. سه قطعه جواهر بازمانده به او نسبت داده شده است: یک حلقه الماس، یک آویز بزرگ با ۱۶ اپال و یک گردنبند طلایی. او بازسازی کاخ سابق اسقف در آلبا ایولیا را بر اساس نمونه‌های معماری رنسانس و مطابق با دژ واول در کراکوف زادگاهش و کاخ سلطنتی در بودا آغاز کرد.
او با چالش‌های سیاسی متعددی روبرو بود: حفظ صلح با عثمانی‌ها، مهار جاه‌طلبی‌های مارتینوتزی و جلوگیری از تلاش‌های فردیناند برای تصرف ترانسیلوانیا. در دسامبر ۱۵۴۱، شاید به دلیل خستگی از شرایط، ایزابلا توافقی با فردیناند امضا کرد: او ترانسیلوانیا را ترک کرده و در شپش اقامت گزیند. اما هنگامی که عثمانی‌ها دوباره حمله کردند، فردیناند نیروی نظامی کافی برای دفاع از سرزمین‌هایش نداشت (نگاه کنید به محاصره استرگم (۱۵۴۳)) و این توافق به فراموشی سپرده شد. لهستان پیشنهاد کرد که مشکل را از طریق ازدواجی دیگر حل کند – ایزابلا با بیوه کارل پنجم، فردیناند یا پسر ارشدش ماکسیمیلیان دوم، امپراتور مقدس روم ازدواج کند. اما فردیناند امیدوار بود که بتواند ترانسیلوانیا را به روش‌های دیگری به دست آورد.
در سال ۱۵۴۸، هنگامی که عثمانی‌ها تمام نیروهای خود را برای حمله به ایران در جریان جنگ ایران و عثمانی (۱۵۵۵–۱۵۳۲) گرد آوردند، فردیناند و مارتینوتزی مذاکراتی را برای متحد کردن مجارستان و دفاع از آن در برابر عثمانی‌ها آغاز کردند. این توافق در ۱ اوت ۱۵۴۹ در نیرباتور منعقد شد. ایزابلا باید در ازای اوپوله و راچیبوش در سیلزی از ترانسیلوانیا صرف‌نظر می‌کرد. فردیناند همچنین متعهد شد که از جان زیگیسموند زاپولیا حمایت کند که بعدها با یکی از دخترانش ازدواج کند. مارتینوتزی قرار بود اسقف اعظم استرگم شده و کلاه کاردینالی دریافت کند. ایزابلا از حقوق خود دفاع کرد و به سلاح متوسل شد. او از برادرش زیگیسموند دوم آگوستوس کمکی دریافت نکرد، زیرا وی با فردیناند اتحاد بسته بود تا بتواند مخالفت شلختا را نسبت به ازدواجش با باربارا رادزیویو سرکوب کند.